# Королевство Испания (1700—1813)
Королевство Испания (исп. Reino de España) — государство (королевство) в Западной Европе, предшественник современной Испании.
Королевство вступило в новую эру со смертью Карла II. Последний испанский габсбургский монарх умер бездетным в 1700 году. Начавшаяся в следствии этого война за испанское наследство велась между сторонниками принца бурбонов, Филиппа Анжуйского и австрийского габсбургского претендента. С победой Бурбонов в 1715 году началось правление Филиппа V, Испания вступила в период реформ и обновления, а также, позднее, в период упадка. Идеи Эпохи Просвещения проникли в Испанию и Испанскую Америку в восемнадцатом веке. Вторжение на Пиренейский полуостров Наполеона Бонапарта в 1807—1808 годах перевернуло политические договоренности Испанской и Португальской империй.
Восемнадцатый век в испанской историографии часто упоминается как Испания Бурбонов, но испанские Бурбоны продолжали царствовать с 1814 по 1868 год (после восстановления на престоле Фердинанда VII), в 1874—1931 годах и начиная с 1975 года по настоящее время.

## Филипп V — первый испанский монарх династии Бурбонов
Основная статья: Филипп V Испанский

### Война за испанское наследство
В последние несколько лет правления умственно неполноценных и бездетных испанских Габсбургов, остро стоял вопрос кто станет преемником несчастного монарха. Экономические проблемы, разложение испанской бюрократии, серия поражений в войнах против Франции и эрозия имперских институтов в семнадцатом веке оставила Карла королем приходящей в упадок империи, а его физическая и умственная слабость не давали ему возможности изменить курс своей страны. Просторные и богатые владения Испанской Империи в Новом свете и на Филиппинах, наряду с их обширными военно-морскими силами, сделали Испанию жизненно важной частью европейской политической арены. Если трон Испании перейдет к родственнику короля Франции или если две страны будут объединены, богатства испанской заморской империи перетекут во Францию и баланс сил в Европе будет смещён. Если он останется в руках члена антифранцузских сил, то Австрийская Династия Габсбургов сохранит статус-кво. В европейской политике семнадцатого века доминировало желание установления упорядоченной преемственности в Испании, которая не изменила бы баланс между великими державами Европы.
Бурбонская Франция и Габсбургская Австрия с союзниками начали войну, чтобы определить преемника престола. В Войне за испанское наследство выиграла Франция, но по Утрехтскому мирному договору, французская и испанская династии Бурбонов обязались не объединяться. Когда его внук стал испанским монархом, Людовик XIV Франции воскликнул: «Теперь Пиренеев больше нет!». Хотя избранный наследник торжественно открыл новый династический дом в Испании, Испанская империя потеряла в Европе испанскую Италию и Испанские Нидерланды, а также Британии отошли Гибралтар и остров Менорка. Молодая жена Филиппа, Мария Луиза Савойская, умерла до завершения конфликта, однако королевская преемственность Бурбонов была обеспечена рождением до этого двух сыновей.

### Изменения в правительстве при Филиппе
Филипп V оказался эффективным администратором, централизовав испанскую власть, устранив региональные кортесы и начал процесс унификации законов для различных регионов испанской империи путем устранения особых привилегий. Он демонтировал сложную систему правления в Испании и заменил её абсолютной властью Мадрида и унитарными кастильскими ценностями. Если бы австрийские Габсбурги выиграли войну за испанское наследство, то плюрализм политических струтур отдельных регионов смог бы сохраниться, что побудило Арагон, Валенсию и Каталонию и Майорку сражаться в той войне на стороне Габсбургов. Декреты Нуэва-Планта ликвидировали эти региональные автономии. С другой стороны, Наварра и баскские провинции, поддержавшие короля, не утратили своей автономии и сохранили свои институты власти и законы. «Самым устойчивым достижением правления Филиппа V было создание, впервые со времен римлян, единого государства».
С восшествием династиии Бурбонов также была ликвидирована габсбургская система соборного правительства, в результате чего советы были заменены четырьмя секретариатами, которые позже превратились в министерства, во главе с государственным секретарём: государственных и иностранных дел; благотворительности и юстиции; военных и морских сил и заморских частей Испанской империи. Четыре министра формировали «кабинетный совет» и несли прямую ответственность перед короной. Таким образом, правительственные посты больше не занимала только знать но и талантливые люди, которые поднимались на высокие должности и награждались дворянскими титулами. Филиппом было создано около 200 новых должностей.
Административные реформы включали разделение Испании на восемь регионов во главе с военным чиновником и была создана единая Королевская аудиенсия для отправления правосудия. Администраторы местного уровня коррехидоры, которые уже существовали в Кастилии, были назначены и в другие регионы. Важная реформа была проведена в системе налогообложения и по реструктуризации королевского долга. Некоторые облигации, выпущенные короной, были погашены, в то время как процентная ставка по другим была понижена. Новые налоговые чиновники эффективно собирали и управляли налогообложением на благо новой монархии. Регионы, которые не платили налоги на том же уровне, что и Кастилии, не подлежали налогообложению унитарным государством. Поскольку Испания при монархах Бурбонов вела множество войн, наличие налоговой базы для оплаты их проведения имело критическое значение.
Выбор Филиппом способных французских и итальянских министров на ключевые посты в правительстве обуздал независимые, изолированные министерства, коррупция в которых процветала в поздний период правления Габсбургов. Филипп стремился к расширению экономической деятельности и двигался к экономической свободе, особенно в отношении торговли Испании с её заморской империей. Предусматривалось расширение испанского производства и экспорта сельскохозяйственной продукции в колониях таким образом, чтобы торговля не приносила выгоды иностранным державам. Дом Торговли долгое время работавший в Севилье, в 1717 году был перенесён в Кадис. В 1728 году Филипп разрешил основать компанию Basque Caracas Company, которая была создана по образцу торговых компаний Северной Европы с целью нарушить голландскую монополию на вывоз шоколада из Венесуэлы. Зона свободной испанской торговли расширялась и позднее за счет территориальных приобретений более поздних испанских королей.

### Военные конфликты
Во время правления Филиппа Испания проводила агрессивную внешнюю политику которая обернулась серией дорогостоящих войн.
Потеря большой части европейской территории, обещанной ему указом Карла II, и личные амбиции вызвали у Филиппа V недовольство по поводу Утрехтского договора. Изабелла Фарнезе, член герцогского дома Парма и вторая жена Филиппа, вместе с её любимым министром кардиналом Джулио Альберони, желали восстановить испанские притязания в Италии, но союз Франции, Великобритании и Голландской республики бросил вызов амбициям Испании, которые угрожали миру в Европе. В 1717 году Филипп вторгся в Сардинию, одну из территорий, потерянных Австрией после Войны за испанское наследство. Вторжение в Сицилию побудило формирование Четверного союза Великобритании, Франции, Австрии и Нидерландов, чтобы противостоять амбициям Филиппа. В 1719 году, из-за поражений на море и на суше в ходе Войны четверного альянса Филипп уволил Альберони и в 1720 году подписал мирный договор с Австрией, при этом обе стороны вновь признали Утрехтский договор.
Испанцы снова попытались вернуть себе часть утраченной территории в ходе англо-испанской войны 1727—1729 гг. В 1725 году был заключен союз с австрийцами, которые согласились помочь испанцам вернуть ключевые военно-морские базы в Средиземном море: Менорка и Гибралтар из рук англичан. В ответ госсекретарь Великобритании Чарльз Таунсенд, второй виконт Таунсенд заключил союз с Францией и Голландской Республикой. Когда войска Филиппа наконец осадили Гибралтар, Австрия отказалась вмешиваться в борьбу с могущественным альянсом, и Испания снова осталась одна. Французские армии вторглись в Страну Басков, а Великобритания и Нидерланды решили захватить испанские колониальные владения в Новом Свете и сорвать поставки драгоценных металлов, в надежде помешать Филиппу заплатить австрийцам достаточно золота, чтобы те вступили в войну. Союзники потеряли больше людей, чем испанцы, но план увенчался успехом, и Филипп был вынужден запросить мир в 1729 году. Однако Изабелла исполнила одно из своих желаний — итальянские герцогства Парма, Пьяченца, и Тоскана были возвращены её семье.
После 1729 года Филипп был более сдержан в использовании испанской военной мощи и искал тесной поддержки союзников, в частности Франции — более осторожная стратегия, которая, в итоге, дала положительные результаты. Филипп пытался добиться дружеских связей со своими родственниками во Франции во время Войны за польское наследство, в ходе которой ему удалось заполучить короны Неаполя и Сицилии для своего сына, будущего Карла III Испанского. Фамильный договор с Людовиком XV был подписан в 1733 году, что сблизило два государства после поражения в войне Четверного альянса. Трения с Британией, вызванные Войной за ухо Дженкинса, подтолкнули Филиппа к более тесному союзу с Францией в годы, предшествовавшие Войне за Австрийское наследство, по итогам которой Филипп получил дальнейшие уступки от Австрии в пользу членов своей династии в Италии. Этот мирный договор не только восстановил испанскую власть в Италии в довоенных границах, но и добавил новые территории, которые ранее не были владениями Испанской короны в Италии.

### Государственный секретарь Энсенада
В конце своего правления, Филипп решил передать реформирование своего правительства в руки своих министров. Молодой и амбициозный Зенон де Сомодевилья, получивший в 1736 году титул Маркиза Энсенады за ведение успешной внешней политики после Войны за польское наследство. Семь лет спустя, в 1743 году, он стал фаворитом Филиппа и Елизаветы при дворе и был назначен на должности руководителя всех четырёх секретариатов. Несмотря на формальный отказ, он не мог ослушаться приказа короля и, до конца правления Филиппа, Энсенада единолично управлял Испанией. Энсенада был сторонником заключения союза с Францией, однако британский посол использовал свои связи, чтобы не дать данному союзу случиться. Он также проводил реформы налогообложения, торговли, по отделению церкви от государственных дел и продолжал централизацию власти Бурбонов.
Энсенада заказал секретный отчет о состоянии испанской Америки, подготовленный Хорхе Хуаном-и-Сантасилия и Антонио де Уллоа. В их отчете утверждалось, что заморской империей неэффективно и некомпетентно управляли испанцы американского происхождения и была подробно описал вражду между испанцами, родившимися на полуострове, и колонистами, родившимися на американских континентах. Этот отчёт значительно повлиял на проведённые позже реформы колониальной администрации.

## Фердинанд VI
Основная статья: Фердинанд VI
Война за австрийское наследство закончилась победой для Испании, что укрепило поддержку Энсенады в стране. Однако за два года до окончания войны, король Филипп, его самый сильный сторонник, умер, и на престол взошёл его сын Фердинанд VI. Фердинанд был сыном Филиппа от первого брака с Марией Луизой Савойской. В детстве он страдал под властным влиянием мачехи и поэтому постоянно не был уверен в своих силах. Королева Элизабет Фарнезе, которая фактически контролировала Филиппа V, покинула двор после смерти мужа. Как и его отец, Фердинанд был чрезвычайно предан своей жене и она диктовала большую часть его политики и политических решений. Во время коронации Фердинанда в 1746 году очевидцы описывали это событие словами: «Королева Барбара сменила королеву Елизавету». Сама же королева Барбара Браганса была членом Португальской королевской семьи и выступала за политику нейтралитета, которая совпадала с мнениями её ведущих придворных, значительно отличавшихся от ирредентистской политики Элизабет.
Фердинанд был милосердным правителем. Он помогал пострадавшим от засухи 1755 года жителям Андалусии, освободив их от всех налогов и выделил крупные денежные суммы на восстановление этой части страны. Как король, он перекладывал принятие множества важных решений на плечи своих ведущих министров.
Энсенада продолжал оставаться ведущим членом двора в начале правления Фердинанда. После успешного союза с Францией, в ходе войны за австрийское наследство, он посоветовал укрепить этот союз как средство усиления безопасности Испании и сдерживания британских интересов. Ему противостояла англофильская фракция во главе с Хосе де Карвахаль-и-Ланкастером, дворянином британско-испанского происхождения из Дома Ланкастеров. Карвахаль считал что ключом к обороне и модернизации Испании является более тесный союз с Великобританией, чья военно-морская мощь могла дополнять Испанскую империю, а коммерческая мощь могла способствовать экономическому развитию Испании. Самым значительным достижением Карвахаля стало соглашение 1750 года с Португалией, положившее конец долгому конфликту в южном Уругвае между двумя странами. Однако соглашение с Португалией имело важные политические последствия для Испании. По данному соглашению семь Иезуитских миссий на юге Уругвая были обменяны на контролируемый Португалией Уругвай. Договор, против которого выступали как иезуиты, так и британцы, привел к вспышке сопротивления во главе с иезуитами и племенами Гуарани. Испания и Португалия решительно отреагировали на кризис, подавив иезуитов и гуарани в ходе Войны семи редукций. Эта война нарушила традиционно дружественные отношения между испанским правительством и иезуитами и положила начало периоду антиезуитской политики как в Испании, так и в Португалии, которая продолжится и при Карле III. Сам Фердинанд VI предпринял попытку уменьшить влияние Иезуитов в Испании, дав возможность испанским королям самостоятельно назначать епископов — власть, которой короли Франции обладали ещё с пятнадцатого века.
Скандал при дворе, возникший в результате сговора между Карвахалом и британским послом, привел к резкому падению репутации Энсенады. Когда Карвахаль умер в 1754 году, Фердинанд и его жена уволили Энсенаду, опасаясь, что симпатии маркиза к французам приведут к союзу с Людовиком XV и новой войне, потому что уравновешивающей партии англофилов теперь не существовало. Ирландец Рикардо Уолл был назначен вместо Энсенады на пост Государственного секретаря. Уолл, стойкий защитник нейтральной политики Испании, успешно удерживал страну от войны до конца правления Фердинанда, несмотря на вспышку крупнейшей европейской войны со времен Тридцатилетней войны.
Жена Фердинанда всегда боялась, что он умрет раньше неё и оставит её без средств к существованию, поэтому она накопила огромное личное богатство в качестве защиты. Однако Королева Барбара умерла в 1758 году, раньше своего мужа. Глубоко расстроенный от смерти жены, Фердинанд стал равнодушен к своим обязанностям короля и даже склонен к самоубийству. Он умер год спустя, в 1759 году.

## Карл III, просвещенный абсолютизм и реформы
Основная статья: Карл III Испанский

### Итальянский опыт, восхождение на испанский престол
Преемником Фердинанда был Карл III, сын Филиппа V и его второй жены, Элизабет Фарнезе. Карл был сводным братом Фердинанда VI и изначально не ожидал что взойдет на трон Испании, однако, поскольку у Фердинанда не было детей, стало ясно что Карл взойдет на трон. В последние годы правления своего брата, из-за плохого физического и психического здоровья и беспорядочного поведения Фердинанда, Чарльз должен был всегда быть в курсе событий в Испании. Он узнал о «распространяющемся административном параличе, безответственных действиях и задержках в принятии ключевых решений», поэтому был обеспокоен тем, что Франция и Британия в этом случае могут попытаться разделить Испанскую Империю.
В 16 лет Карл был назначен герцогом Пармским по требованию матери. Назначение в небольшое итальянское княжество позволило ему опробовать становившуюся популярной методику просвещённого абсолютизма. Карл сразу проявил боевой дух, захватив Неаполь и Сицилию силой оружия, хотя в целом он предпочитал дипломатические методы разрешения конфликтов. По прибытии в Испанию он не разделял мнение Карвахаля по поводу союза с Великобританией.
Его наставник в Сицилии, Бернардо Тануччи, познакомил Карла с идеями деятелей Эпохи Просвещения. С отъездом Карла, Тануччи остался в Италии, чтобы наставлять сына Карла, короля Фердинанда IV, поскольку Испанский и Итальянский престолы не могли быть объединены в результате Венского договора. Карл взял с собой группу итальянских реформаторов, которые видели в испанской бюрократии потенциал для модернизации. Архитектором первого этапа реформ Карла III был один из таких итальянцев — Леопольдо де Грегорио, человек скромного происхождения, чьи способности в качестве организатора военного снабжения для неаполитанской армии впечатлили короля и возвысили до статуса приближённого. Назначенный «маркизом Эскилаче» в 1755 году, Грегорио был одним из ведущих государственных деятелей Испании с момента прибытия Карла III до смерти маркиза в 1785 году.

### Семилетняя война
Основная статья: Семилетняя война
Хотя Семилетняя война вспыхнула в 1756 году, Испания сумела сохранить строгий нейтралитет при министерстве Рикардо Уолла, который продолжал возглавлять правительство Испании в первые годы правления Карла III. Карл, однако, имел неприязнь к англичанам, и, поскольку война для Франции становилась все более отчаянной, он пошёл против воли своего Государственного секретаря и вступил в войну на стороне Франции в 1762 году. Испания плохо проявила себя в войне, из-за чего британцам удалось захватить Гавану и бухту Манила в течение года. По результатам мира, в руки британцев была передана Флорида, а также Испания признавала британский контроль над Меноркой и Гибралтаром в обмен на обширные территории Луизианы.

### Реформы
К церкви, безусловно крупнейшему землевладельцу в Испании, габсбургские короли семнадцатого века относились с большим милосердием. Филипп IV в частности, пожертвовал большие участки территории, чтобы показать своё религиозное благочестие. Большая часть этой земли осталась неиспользованной, а большая часть остальной части страны принадлежала Идальго, которые жили в основном за счет государства. Такая система давно устарела и рост населения страны (население Испании увеличилось с восьми до двенадцати миллионов между 1700 и Великой французской революцией) оказал сильное давление на правительство с требованием проведения реформ. Как и в соседней Португалии, устаревшая бюрократия Испании стала зависимой от доходов производимых колониями, чтобы поддерживать неуправляемо-большой класс землевладельцев, безработных дворян и духовенства.
Во время Эпохи Просвещения, в Европе большое распространение получил антиклерикализм и Карл, применяя его уроки к Испании, стремился укрепить власть короны, уменьшив власть католической церкви и папства. Влияние Инквизиции было уменьшено, но полностью не искоренено; так ещё в 1787 году женщину сожгли по обвинению в ведовстве.
Земельная и сельскохозяйственная реформы оттолкнули как духовенство, так и земельную элиту Испании. Карл решил сделать ставку на торговцев и растущий средний класс, который пришёл в период процветания во время его правления. Защитник свободной торговли, Карл снизил налоговые барьеры, которые на протяжении веков составляли основу торговой политики Испании. Леопольдо де Грегорио либерализовал торговлю зерном в 1765 году.
Карл верил в централизованное правительство и продолжал реформы своих предшественников, с целью уменьшить автономию региональных парламентов, которые потенциально могли бросить вызов его власти. Карл одобрил создание прототипов торговых палат — «Экономических обществ друзей страны» для поощрения местного экономического развития и предпринимательства. Вкладывались деньги в развитие инфраструктуры страны, чтобы способствовать развитию испанского производства. Также была введена единая денежная система.
Однако реформы не обошлись без проблем, и в 1766 году, в контексте всемирной нехватки зерна и трудностей недавно либерализованной торговли зерном, в Мадриде и других городах Испании вспыхнули бунты против роста цен. Восстания изгнали короля из столицы и поставили в трудное положение главного министра короля, Графа Аранду. Аранда получил известность во время кризиса и возглавил правительство в отсутствие короля. Аранда был единственным аристократом в администрации Карла, так как король обычно назначал талантливых людей более низкого социального происхождения, окончивших университеты за пределами Испании. Карл даровал благородные титулы способным людям в своей администрации, которые становились частью лояльной и прогрессивной бюрократии. После проявления народного недовольства, Карл отстранил Эскилаче от власти в Мадриде, назначив его послом в Венецианскую республику. Аранда, как лидер арагонской фракции при дворе, выступал за более децентрализованную систему правления. После изгнания Эскилаче, на какое-то время, Аранда стал ведущей фигурой в испанской политике.
Прокурор по уголовным делам Хосе Моньино получил известность в качестве расследователя беспорядков и открытого сторонника реформистской политики короля. Причиной беспорядков были названы иезуиты, которые были сторонниками папской власти, в то время как Бурбоны централизовали королевскую власть. Роль иезуитов в беспорядках была названа причиной для изгнания иезуитов из Испании и её колониальных владений в 1767 году. В 1773 году, Моньино удалось уговорить Папу Римского издать папское бреве об упразднении ордена иезуитов. За этот успех Карл выдал Моньино титул «Граф Флоридабланка».
Новый граф был назначен Государственным секретарём в 1777 году и предпринял реформу испанской бюрократии. Его главными успехами были создание в 1778 г. настоящего кабинета правительства и создание первого национального банка Испании в 1782 году. Осознавая ущерб, нанесенный системе образования Испании после изгнания иезуитов, Флоридабланка провёл радикальную реформу, чтобы нанять новых учителей и модернизировать систему образования Испании. Самым серьёзным достижением Флоридабланки стало разрешение иностранцам свободно торговать с испанскими колониями в Новом Свете.

### Оценки правления Карла
Карл считается «самым успешным монархом Испании после Фердинанда и Изабеллы». «Он заслуживает высокого статуса среди просвещенных деспотов восемнадцатого века, поскольку во многих отношениях, он достиг большего, чем такие известные правители как Фридрих Великий и Иосиф II». Историк Стэнли Пейн пишет, что «Карл III был, вероятно, самым успешным европейским правителем своего поколения. Он обеспечил твердое, последовательное, умное руководство. Он выбрал способных министров, … [его] личная жизнь завоевала уважение народа». Мнение Джона Линча, что в Бурбонской Испании «испанцам пришлось ждать полвека, прежде чем их правительство было спасено Карлом III, гигантом среди карликов».

## Карл IV, период упадка
Основная статья: Карл IV Испанский
Король Карл III умер 14 декабря 1788 года, и ему наследовал его сын, Карл IV. Семь месяцев спустя Французские революционеры штурмовали Бастилию, начав Великую французскую революцию. После этого с возвышением Наполеона Бонапарта Испания ощутила на себе влияние изменившихся мировых обстоятельств.
Старший сын Карла III, Филипп, был одновременно эпилептиком и умственно неполноценным и умер в возрасте 30 лет, поэтому права на престол перешли ко второму сыну — Карлу IV. Многие из современников считали Карла IV столь же незаинтересованным в политике, как и его дядя Фердинанд VI. После взросления в Неаполе, Карл прибыл в Испанию, где его главным увлечением была охота. На протяжении всего правления его политика определялась волей его жены, Марии Луизы Пармской. Карл IV сохранил многих министров, служивших его отцу, но Карл IV и Мария Луиза способствовали возвышению Мануэля Годоя, скромного офицера, ставшего фаворитом королевы. Он был назначен первым министром в 1792 году.
Дух реформ, превративший правление Карла III в эпоху нового процветания Испании, угас во время правления Карла IV. Королева и её любовник не были заинтересованы в улучшении испанской бюрократии и считали Флоридабланку представителем либерализма, приведшему к революции во Франции.
После казни Людовика XVI в 1793 году 20 000 человек были мобилизованы и отправлены к французской границе. Несмотря на первоначальные успехи, испанские армии были разгромлены и Карл IV был вынужден передать Франции Санто-Доминго.
Испанцы, первоначально выступившие против французов, подписали Договор Сан-Ильдефонсо в 1796 году, заключив союз с Францией в обмен на французскую поддержку Фердинанда I, правящего итальянским герцогством Парма, и Фердинанда IV, правившего в Неаполитанском Королевстве. В ответ британцы устроили блокаду Пиренейского полуострова в 1797 году и отрезали испанскую колониальную империю от метрополии. К концу 1798 года испанский флот потерпел поражение от англичан, а острова Менорка и Тринидад были захвачены. В 1800 году испанцы вернули Луизиану Франции, которая была передана Испании в качестве компенсации за убытки в ходе Семилетней войны.
Португалия, выступавшая против Франции, продолжала торговать с Великобританией, несмотря на ряд требований Франции закрыть свои порты для британских кораблей. В 1801 году испанцы поставили ультиматум от имени Франции и в ходе пограничной войны оккупировали город Оливенса принудив Португалию согласиться на испанские и французские требования. Город, который оспаривается по сей день, продолжает управляться Испанией, хотя Португалия утверждает, что Венский конгресс вернул его Португалии.
Амьенский мирный договор, заключённый в 1802 году, предусматривал перемирие в военных действиях, которое было нарушено в 1804 году, когда британцы захватили Испанский флот сокровищ, следующий в Кадис. Наполеон I планировал вторжение в Англию в следующем году, а испанский флот должен был содействовать французскому в ходе вторжения. Однако, в 1805 году испанский флот и французский средиземноморский флот, пытаясь объединить силы с французскими флотами на севере, были атакованы лордом Нельсоном во главе британского флота. Катастрофическое поражение Испании и Франции в одном из величайших морских сражений в истории обеспечило британское господство на море и серьёзно пошатнуло решимость испанцев, которые начали сомневаться в полезности своего союза с режимом Наполеона.
После победы Наполеона над Пруссией и Российской империей в 1807 году, Годой вновь заявил о верности союзу с Францией, однако Наполеон, к этому моменту, потерял веру в Годоя и короля Карла. Также, на фоне серьёзных экономических проблем и недовольства правительством, в Испании росла поддержка сына короля Фердинанда, который выступал против всенародно презираемого Годоя. Наполеон, всегда подозрительно относившийся к Бурбонам, сомневался в надежности какой-либо испанской королевской семьи, в том числе потому что Фердинанд, публично заявлявший о намерениях проводить проанглийскую политику, тайно пытался договориться с Наполеоном о помощи в организации свержения Карла IV.

## Пиренейские войны (1807—1814)
Основная статья: Пиренейские войны
В 1807 году Испания и Франция согласились на раздел Португалии, которая продолжала поддержку англичан. Французы и испанцы быстро оккупировали страну.
Наполеон, при посредничестве подкупленного Годоя, вмешался в семейные раздоры испанского королевского дома. Действуя в интересах французов, Годой убедил короля Карла IV в необходимости бежать из Испании в Южную Америку (по примеру португальского монарха). Однако по дороге к морю королевский двор был перехвачен в Аранхуэсе «фернандистами», которые добились отставки Годоя и передачи власти сыну короля — Фердинанду VII. Наполеон, однако, не имел доверия к испанской монархии, и когда Фердинанд и Карл отправились во Францию чтобы заручиться поддержкой французского императора, тот заставил их отречься от престола в пользу своего старшего брата Жозефа Бонапарта, а неаполитанский престол был передан Мюрату.
Восхождение Жозефа Бонапарта на престол Короля Испании вызвало революцию в стране. 2 мая 1808 года восстание в Мадриде было жестоко подавлено французской армией, которая теперь пыталась оккупировать Португалию и Испанию. Сам факт восстания и жестокость французского ответа резко повысили рост поддержки испанских революционеров; казни были запечатлены испанским художником Франсиско Гойя. Испанский народ сплотился вокруг Фердинанда, который, даже будучи узником во Франции, был вознесён в статус национального героя в «войне за независимость» Испании. Годой, Карл IV, и его жена удалились сначала во Францию, затем в Италию и навсегда покинули испанскую политику. Испанская армия в целом выступила на стороне Фердинанда и объединилась с англичанами и португальцами в единый фронт против французов.
Были созданы региональные повстанческие правительства, объявившие монархию Жозефа недействительной; духовенство сплотилось против «безбожных» французов. Хунта в Севилье провозгласила себя Верховной хунтой Испании в 1808 году, и большинство региональных хунт (и колоний в Новом Свете) признали верховенство Севильской хунты, которая стала временным правительством Испании в отсутствие Фердинанда. Верховная центральная правящая хунта королевства коллективно обратилась за помощью к Великобритании, и Лондон был только рад помочь антифранцузскому восстанию. Новое наступление французов в 1810 году вынудило правительство переместиться в Кадис, где оно оставалось до конца войны. В 1812 году, Кадисские кортесы подготовили Конституцию Испании 1812 года. Кадисские кортесы, в которых доминировали либеральные реформаторы, установили новую конституционную монархию. Хотя инквизиция была отменена, римский католицизм по-прежнему оставался государственной религией, а ересь продолжала считаться преступлением. Конституция предусматривала свободу слова и печами, свобода личности, и всеобщее мужское избирательное право.
Король Жозеф с самого начала пытался примириться с испанцами. После насильственного Байонского отречения Фердинанда и Карла, Наполеон вызвал группу испанских аристократов в Байонну, где, 6 июля 1808 года, они подписали и ратифицировали Байонскую конституцию — первую письменную испанскую конституцию. Наиболее известные представители испанской политики, в том числе Граф Флоридабланка, отказались присутствовать. Кабинет правительтва и конституция, представленные Наполеоном, рассматривались как незаконные. Жозеф вошёл в Мадрид 25 июля 1808 года, когда восстание против его правительства уже началось.
Серия побед над французами в 1808 году заставила Наполеона самостоятельно отправиться в Испанию в 1809 году, вынудив всего за два месяца британцев и их союзников покинуть полуостров. После победы, Наполеон передал командование войной в руки одного из своих маршалов — Николя Жан де Дьё Сульту. После разгрома испанской армии в 1808 году, Испанское сопротивление переросло в ожесточенную партизанскую войну. Численно уступая вражеской армии, испанские партизаны были настолько эффективны, что из 350 000 солдат армии Сульта — 200 000 были задействованы для защиты уязвимых линий снабжения Франции, простирающихся через всю Испанию.
Многие испанские либералы, продолжая традиции Карла III и его министров, видели в близких отношениях с Францией надежду на современность и прогресс в своей стране. Хосефинос желали увидеть конец Инквизиции и установление более светской, либеральной монархии, но по мере того, как французская оккупация затягивалась, популярность французского правления уменьшалась даже среди либералов. К 1812 году, многие из этих хосефинос стали участниками испанской партизанской войны.
Британцы под командованием Сэра Артура Уэлсли, вторглись в Испанию с территории Португалии в 1810 году. Испанские силы, собранные из остатков испанской армии и добровольцев, присоединились к ним и успешно победили французов, под личным командованием Жозефа Бонапарта, в ходе Битвы при Талавере. За свою победу Уэлсли получил титул «Герцог Веллингтон», хотя, вскоре после битвы, он был вынужден отступить в Португалию. Хотя Веллингтон взял Мадрид 6 августа 1812 года он вскоре был вынужден вновь вернуться в Португалию. Когда растянутые и измученные французские силы были окончательно истощены и Наполеон начал передислоцировать войска, чтобы собрать армию для похода на Россию, Веллингтон увидел возможность и атаковал в 1813 году. В ходе Битвы при Витории, французы под личным командованием короля Жозефа снова потерпели поражение и впоследствии были вынуждены отступить в Пиренеи в начале июля. Бои в горах продолжались всю зиму, хотя уже весной 1814 года союзники двинулись на юг Франции. Испания была освобождена.